# コシャマイン
コシャマインまたはコサマイヌ（胡奢魔犬、生年不詳 - 1458年）は、北海道渡島半島東部のアイヌの首長。1457年（康正3年、長禄元年）に起こったコシャマインの戦いの指導者。

## 人物・事績

道南十二館

製鉄技術を持たなかったアイヌは鉄製品を交易に頼っており、明や渡島半島から道南に進出した和人（渡党、道南十二館などを参照）との取引を行っていた。しかし1449年の土木の変以後、明の北方民族に対する影響力が低下すると明との交易が急激に衰え、和人への依存度が高まった。一方、安藤義季の自害により安藤氏本家が滅亡し、道南地域に政治的空白が生じた。
そうしたとき、アイヌの少年が志濃里（現、函館市。「志苔」「志海苔」「志法」とも表記される）の和人の鍛冶屋に小刀（マキリ）を注文したところ、品質と価格について争いが発生し、怒った鍛冶屋がその小刀で客であるアイヌ少年を刺殺した。
1456年（康正2年）に発生したこの殺人事件の後、日頃から和人に対して不満を持っていたアイヌはついに反乱を起こすことを決意し、首領コシャマインを中心にアイヌが団結した。1457年（長禄元年）5月14日、コシャマインらは大軍を率いて東は胆振の鵡川から西は後志の余市までの広い範囲で蜂起した。事件の現場である志濃里に結集したアイヌ軍は小林良景の館を攻め落とした。アイヌ軍はさらに進撃を続け、和人の拠点である花沢と茂別を除く道南十二館の内10までを落とした。1458年（長禄2年）に花沢館主蠣崎季繁によって派遣された季繁家臣武田信広によって七重浜でコシャマインとその子が弓で射殺されるとアイヌ軍は崩壊した。
コシャマイン父子は戦そのものには敗北したが、以後100年間も続く戦いの戦端を切ることとなった。この乱ののち、武田信広のもとに諸豪族の被官化が進み、その後裔は近世大名松前氏へと成長した。この事件の前年まで道南に滞在していた安東政季の動向などから、事件の背景に当時の北奥羽における南部氏と安東氏の抗争を見る入間田宣夫の見解や、武田信広と下国家政による蝦夷地統一の過程を復元しようとする小林真人の説がある。また、コシャマインのような大勢力を持つ首長層の出現を、和人・アイヌ民族双方の政治経済的成長ととらえる視点も存在する。
1994年（平成6年）以降、毎年7月上旬、北海道上ノ国町の夷王山でアイヌ・和人の有志によるコシャマインの慰霊祭が行われている。